# Mari Saarinen
Mari Susanna Saarinen (* 30. Juli 1981 in Kangasala) ist eine ehemalige finnische Eishockeyspielerin und derzeitige -trainerin, die ihre gesamte Karriere bei Ilves Tampere verbrachte und mit der Mannschaft zweimal die Finnische Meisterschaft gewann.

## Karriere

### Bei Ilves Tampere
In der Naisten SM-sarja spielte Saarinen ab 1998 für Ilves Tampere. Mit diesem Team gewann sie 2006 und 2010 die finnische Meisterschaft und wurde mehrfach Vizemeisterin. Darüber hinaus gewann sie 2011 mit Ilves den IIHF-European-Women-Champions-Cup und war zwischen 2007 und 2011 Kapitänin des Frauenteams.
2012 beendete sie ihre Spielerkarriere zunächst und wurde 2014 Assistenztrainerin des Frauenteams von Ilves. In den Play-offs der Saison 2014/15 kehrte sie noch einmal aufs Eis zurück.
Seit 2016 ist Saarinen Cheftrainerin des Frauenteams.

### International
Saarinen spielte über viele Jahre in der finnischen Eishockeynationalmannschaft der Frauen, mit der sie an den Olympischen Winterspielen 2006 und  2010 sowie den Weltmeisterschaften 2004, 2005, 2007, 2008 und 2009 teilnahm. Dabei gewann sie 2010 die olympische Bronzemedaille und drei weitere Bronzemedaillen bei Weltmeisterschaften.

## Erfolge und Auszeichnungen
| - 2004 Finnischer Vizemeister mit Ilves Tampere - 2005 Finnischer Vizemeister mit Ilves Tampere - 2006 Finnischer Meister mit Ilves Tampere - 2008 Finnischer Vizemeister mit Ilves Tampere - 2009 Finnischer Vizemeister mit Ilves Tampere | - 2010 Finnischer Meister mit Ilves Tampere - 2011 IIHF-European-Women-Champions-Cup-Gewinn mit Ilves Tampere - 2011 Finnischer Vizemeister mit Ilves Tampere - 2012 Finnischer Vizemeister mit Ilves Tampere |

### International
- 2004 Bronzemedaille bei der Weltmeisterschaft
- 2008 Bronzemedaille bei der Weltmeisterschaft
- 2009 Bronzemedaille bei der Weltmeisterschaft
- 2010 Bronzemedaille bei den Olympischen Winterspielen

## Karrierestatistik
(Legende zur Spielerstatistik: Sp oder GP = absolvierte Spiele; T oder G = erzielte Tore; V oder A = erzielte Assists; Pkt oder Pts = erzielte Scorerpunkte; SM oder PIM = erhaltene Strafminuten; +/− = Plus/Minus-Bilanz; PP = erzielte Überzahltore; SH = erzielte Unterzahltore; GW = erzielte Siegtore; 1 Play-downs/Relegation; Kursiv: Statistik nicht vollständig)